# Yanoconodon
Yanoconodon — це монотипний рід вимерлих ранніх ссавців. Yanoconodon allini мешкав у мезозої у Китаї. Голотип скам'янілості Яноконодон був розкопаний в горах Янь приблизно за 300 кілометрів від Пекіна в Цяотоу в формації Хуацзіін (яку оригінальні автори вважали частиною формації Ісянь) провінції Хебей, і тому її вік невизначений. Цяотоу може співвідноситися з більш відомою формацією Ісянь ранньої крейди, і тому, ймовірно, датується приблизно 122 млн. років тому.
Яноконодон був евтриконодонтом, групою, що складала більшість таксонів, колись класифікованих як «триконодонти», які жили за часів динозаврів. Це була екологічно різноманітна група, включаючи великі таксони, такі як Repenomamus, які могли їсти маленьких динозаврів, деревних Jeholodens, повітряних Volaticotherini і колючих Spinolestes. Вважається, що яноконодон є узагальненим наземним ссавцем, здатним до кількох форм пересування.
Назва яноконодон утворена від гір Ян на півночі провінції Хебей поблизу місця, де був знайдений голотип і conodon означає «гострий зуб». Його видова назва, «алліні», походить від імені дослідника ссавців Едгара Алліна, який був відомим своїми дослідженнями середнього вуха ссавців.

## Опис
Яноконодон був невеликим ссавцем, завдовжки ледве 13 сантиметрів. Він мав розпластану поставу, і хоча раніше вважалося напівводним, пряме дослідження його задньої частини черепа вказує на те, що Yanoconodon, ймовірно, був наземним ссавцем і має спільні риси з рийними, деревними та напівводними ссавцями. У янокодона були поперекові ребра, що не спостерігається у сучасних ссавців. У близькоспорідненого евтриконодонта Jeholodens відсутні ці поперекові ребра, і було припущено, що ця морфологічна відмінність пов’язана зі змінами в генах Hox, зокрема в групі Hox10. У мишей потрійна мутація, яка вибиває з ладу всі гени Hox10, призводить до наявності поперекових ребер, підтверджуючи теорію про те, що ці гени розвинули здатність пригнічувати морфологію поперекового відділу предків, яка спостерігалася в евтриконодонтів.
Голотип яноконодона настільки добре зберігся, що вчені змогли дослідити крихітні кісточки середнього вуха. Вони представляють особливий інтерес через їх «перехідний» стан: яноконодон має принципово сучасні кістки середнього вуха, але вони все ще прикріплені до щелепи окостенілим хрящем Меккеля. Це властивість, збережена від ранніх ссавців, ілюструє перехід від базальної щелепи та вуха чотириногих до ссавців, у яких кістки середнього вуха повністю відокремлені від щелепи. Попри цю особливість, яноконодон є справжнім ссавцем. Вважається, що ця особливість зберігалася під час раннього розвитку ембріона, тоді як у більшості інших груп ссавців вона втрачена. Проміжну анатомію середнього вуха янокодона називають «розеттським каменем» еволюції середнього вуха ссавців.